# Дравењи
Дравењи (фр. Dravegny) насеље је и општина у североисточној Француској у региону Пикардија, у департману Ен (Пикардија) која припада префектури Шато Тјери.
По подацима из 2011. године у општини је живело 147 становника, а густина насељености је износила 9,38 становника/km². Општина се простире на површини од 15,67 km². Налази се на средњој надморској висини од 169 метара (максималној 227 m, а минималној 82 m).

## Демографија
| 1962. | 1968. | 1975. | 1982. | 1990. | 1999. | 2011. |
| ----- | ----- | ----- | ----- | ----- | ----- | ----- |
| 190   | 194   | 167   | 166   | 139   | 149   | 147   |

График промене броја становника у току последњих година